# Margarida Tudor
Margarida Tudor (em inglês:  Margaret Tudor; Palácio de Westminster, 28 de novembro de 1489 — Methven, 18 de outubro de 1541), filha de Henrique VII de Inglaterra e de Isabel de Iorque, foi uma figura notável na história da Escócia e da Inglaterra do século XVI.

## Início da vida
Margarida foi batizada na Igreja de Santa Margarida, Westminster. Ela recebeu o nome de Margarida Beaufort, Condessa de Richmond e Derby, sua avó paterna.
As filhas eram bens políticos importantes em um mundo onde diplomacia e casamento estavam intimamente ligados. Mesmo antes do sexto aniversário de Margarida, Henrique VII pensou em um casamento entre Margarida e Jaime IV como uma maneira de acabar com o apoio do rei escocês a Perkin Warbeck, pretendente ao trono da Inglaterra. Também é altamente provável que Henrique tenha acreditado que essa aliança seria um passo em direção à união dos tronos inglês e escocês, algo que seu filho, o futuro Henrique VIII, também tentaria durante seu reinado.
Em 30 de setembro de 1497, o comissário de Jaime IV, o espanhol Pedro de Ayala, concluiu uma longa trégua com a Inglaterra, e agora o casamento era novamente uma possibilidade séria. Jaime tinha pouco mais de vinte anos e ainda não era casado.
Em 24 de janeiro de 1502, a Escócia e a Inglaterra concluíram o Tratado de Paz Perpétua, o primeiro acordo de paz entre os dois reinos em mais de 170 anos. O tratado de casamento foi concluído no mesmo dia e foi visto como uma garantia da nova paz.

## Casamento
O casamento foi concluído por procuração em 25 de janeiro de 1503 no Palácio de Richmond. Patrick, Conde de Bothwell, era procurador do rei escocês e usava um vestido de pano de ouro na cerimônia na grande câmara da rainha. Ele foi acompanhado pelo arcebispo de Glasgow e Andrew Forman, Postulado de Moray. O arauto, John Young, relatou que "justas justas notáveis" seguiram a cerimônia. Os prêmios foram entregues na manhã seguinte e o torneio continuou outro dia. Margarida agora era considerada a rainha dos escoceses.
A nova rainha recebeu um grande guarda-roupa e suas cortinas vermelhas de tecido italiano foram bordadas com rosas lancastrianas vermelhas. Também foram feitas roupas para sua companheira, Lady Catarina Gordon, a viúva de Perkin Warbeck. Em maio de 1503, Jaime IV confirmou a sua posse de terras e casas na Escócia, incluindo Castelo de Methven, Castelo de Stirling, Castelo de Doune, Palácio de Linlithgow e Castelo de Newark, em Ettrick Floresta, com as rendas das terras condado e senhorio correspondentes.
Mais tarde, em 1503, meses após a morte de sua mãe, Margarida chegou à Escócia; seu progresso foi uma grande jornada para o norte. Ela deixou o Palácio de Richmond em 27 de junho com Henrique VII, e eles viajaram primeiro para Collyweston. Em Iorque, uma placa comemora o local exato em que a rainha da Escócia entrou em seus portões. Depois de cruzar a fronteira em Berwick upon Tweed em 1 de agosto de 1503, Margarida foi recebida pela corte escocesa em Lamberton. No Palácio de Dalkeith, Jaime veio lhe dar um beijo de boa noite. Ele voltou a consolá-la em 4 de agosto, depois que um incêndio estável matou alguns de seus cavalos favoritos. Seu equipamento de montaria, incluindo um novo pano de depositou pálio de pano de ouro no valor de £ 127 foi destruído no incêndio. Em 7 de agosto de 1503, Margarida foi transportada de Dalkeith para Edimburgo em uma ninhada.
Num prado a 1,6 km de Edimburgo, havia um pavilhão onde Sir Patrick Hamilton e Patrick Sinclair brincavam e lutavam sob o disfarce de cavaleiros que defendiam suas damas. Em 8 de agosto de 1503, o casamento foi celebrado pessoalmente na Abadia de Holyrood. Os ritos foram realizados pelo arcebispo de Glasgow e pelo arcebispo de Iorque.

## Rainha da Escócia
O rei nomeou o navio de guerra escocês Margarida em homenagem a ela.
O tratado de 1502, longe de ser perpétuo, apenas sobreviveu até morte de Henrique VII de Inglaterra, em 1509. O seu sucessor, o jovem e agressivo Henrique VIII, diferente da ação prudente e diplomática do seu pai, que logo caminhou para uma guerra com a França, velho aliado da Escócia. Em 1513, James invadiu a Inglaterra para honrar o seu compromisso para com a Aliança Francesa, apenas para satisfazer a morte e desastre na Batalha de Flodden. Margarida tinha se oposto à guerra.

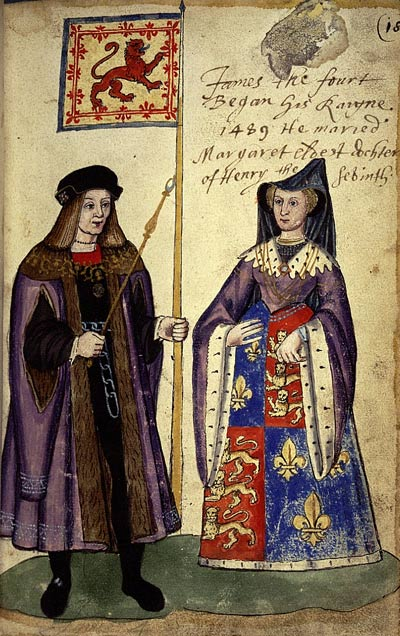
Margarida com seu marido Jaime IV. Seu vestido é estampado com a brasão da Inglaterra e seu marido segura a bandeira com o brasão da Escócia.

O parlamento escocês reuniu-se em Stirling, e Margarida foi honrada com o cargo de regente. Uma mulher raramente teve uma posição de poder supremo, e Margarida era a irmã de um rei inimigo. Antes de um longo partido pró-francês que tomou forma entre a nobreza, insistindo que ela deveria ser substituída por John Stewart, Duque de Albany, o mais próximo do sexo masculino em relação à linhagem, e agora na terceira linha para o trono. John, que havia nascido e sido criado em França, foi visto como um representante da Aliança Francesa, em contraste com o partido inglês de Margarida. A rainha considerou que agiu com serenidade e com algum grau de habilidade política. Em julho de 1514, ela conseguiu conciliar as partes, e na Escócia - juntamente com a França - concluiu a paz com a Inglaterra nesse mesmo mês. Mas na sua busca de aliados políticos entre a nobreza rebelde escocesa, ela tomou um passo fatal, permitindo que o bom senso e a prudência fossem anuladas pela emoção e magnetismo.
Na busca aliados, Margarida virou mais e mais poderosa. Ela esteve particularmente apaixonada por Arquibaldo Douglas, 6° Conde de Angus, a quem o seu tio, o clérigo e poeta Gavin Douglas, chamou de "jovem tolo." Margarida e Douglas casaram-se secretamente na igreja paroquial de Kinnoull, perto de Perth, em 6 de agosto. Não só este aliena as outras casas nobres, mas imediatamente reforça a facção pró-francesa sobre o município, chefiado por James Beaton, Conde de Glasgow. Pelos termos da vontade do falecido rei de ter sacrificado a sua posição, ela foi obrigada a dar a autorização para a nomeação de John. Em setembro, o Conselho Privado decidiu que ela também havia perdido os seus direitos para a supervisão de seus filhos.

## O golpe
Margarida manteve uma atitude de dama inglesa, e com ela desejando um melhor entendimento entre a terra do seu nascimento e a sua família adotiva. Mas ela rapidamente veio a compreender como traiçoeira a política escocesa poderia ser, e que a sobrevivência dependia da capacidade de alcançar um equilíbrio entre os interesses concorrentes. Exigiu uma aliança com a facção entre John Stuart, Duque de Albany e os franceses, em especial após a devastadora guerra fronteiriça com a Inglaterra no início dos anos de 1520. Em 1524, a regente foi finalmente retirada do poder num simples mas eficaz golpe de Estado. Com Albany, mais uma vez em França, Margarida, com a ajuda de Arran e os Hamiltons, trouxe Jaime, com doze anos de idade. Foi uma jogada ousada e popular. Em agosto, o parlamento declarou o fim da regência, e Jaime tomou os seus poderes. Na prática, ele iria continuar a ser regido por outros, pela sua mãe acima de tudo. Em novembro, o parlamento formalmente a reconheceu como a principal conselheira para o rei.

## Morte
Margarida morreu de um grave Acidente vascular cerebral no Castelo de Methven, em Perth, em 18 de outubro de 1541 e foi enterrada no Priorado dos Cartuxos de S. João, em Perth (demolida durante a Reforma Protestante, 1559).

## Casamentos e Descendência
De seu primeiro casamento com Jaime IV de Escócia, tiveram seis filhos:
- Jaime, Duque de Rothesay (21 de fevereiro de 1507 - 27 de fevereiro de 1508), morreu na infância;
- Filha natimorta (15 de julho de 1508);
- Artur, Duque de Albany e Rothesay (20 de outubro de 1509 - 14 de julho de 1510), morreu na infância;
- Jaime V da Escócia (10 de abril de 1512 - 14 de dezembro de 1542), rei de Escócia. Casou-se com Madalena de Valois, sem descendência. Casou-se novamente com Maria de Guise, com descendência;
- Filha natimorta (novembro de 1512).
- Alexandre, Duque de Ross (30 de abril de 1514 - 18 de dezembro de 1515), morreu na infância.

De seu segundo casamento com Arquibaldo Douglas, 6° Conde de Angus, tiveram uma filha:
- Margarida Douglas, Condessa de Lennox (8 de outubro de 1515 - 9 de março de 1578), casou-se com  Mateus Stuart, 4.º Conde de Lennox, com descendência.

De seu terceiro casamento com Henrique Stuart, lorde Methven, tiveram uma filha:
- Doroteia Stuart (abril de 1528 - ?), casou-se com William Murray, 2.º Conde de Tullibardine, com descendência.